# Bowerbankia gracillima
Bowerbankia gracillima är en mossdjursart som först beskrevs av Walter Douglas Hincks 1877.  Bowerbankia gracillima ingår i släktet Bowerbankia och familjen Vesiculariidae. Inga underarter finns listade i Catalogue of Life.